# Issam Nima
Issam Nima (arabisch عصام نيما, DMG ʿIṣām Nīmā; * 8. April 1979 in El Biar) ist ein ehemaliger algerischer Leichtathlet, der sich auf den Weitsprung spezialisiert hat und auch im Dreisprung Erfolge feierte. Aktuell ist er Inhaber des Landesrekordes im Weitsprung und gewann mehrere Medaillen bei Meisterschaften auf kontinentaler Ebene.

## Sportliche Laufbahn
Erste internationale Erfahrungen sammelte Issam Nima vermutlich im Jahr 2002, als er bei den Afrikameisterschaften in Radès mit einer Weite von 7,93 m den vierten Platz belegte. 2004 siegte er mit 7,81 m bei den Panarabischen Spielen in Algier und im Jahr darauf gewann er bei den erstmals ausgetragenen Islamic Solidarity Games in Mekka mit neuem Landesrekord von 8,11 m die Silbermedaille hinter Mohamed Salman al-Khuwalidi aus Saudi-Arabien. Anschließend gewann er bei den Mittelmeerspielen in Almería mit 7,92 m die Silbermedaille hinter dem Franzosen Salim Sdiri und gelangte dann bei den Weltmeisterschaften in Helsinki mit 7,73 m im Finale auf den elften Platz. Daraufhin gewann er bei der Sommer-Universiade in Izmir mit 8,02 m die Silbermedaille hinter dem Ukrainer Wolodymyr Sjuskow und siegte mit 8,09 m bei den Arabischen Meisterschaften in Radès. 2006 belegte er bei den Hallenweltmeisterschaften in Moskau mit 7,84 m den achten Platz und im August gewann er bei den Afrikameisterschaften in Bambous mit windunterstützten 8,37 m die Bronzemedaille hinter dem Ghanaer Ignisious Gaisah und Godfrey Khotso Mokoena aus Südafrika. Daraufhin gelangte er beim IAAF World Athletics Final in Stuttgart mit 7,73 m auf den achten Platz. Im Jahr darauf belegte er bei den Afrikaspielen in Algier mit 7,98 m den vierten Platz und verbesserte anschließend den algerischen Landesrekord in Saragossa auf 8,26 m. Daraufhin schied er bei den Weltmeisterschaften in Osaka mit 7,88 m in der Qualifikationsrunde aus und gewann dann bei den Panarabischen Spielen in Kairo mit 7,98 m die Bronzemedaille hinter Mohamed Salman al-Khuwalidi und Hussein al-Sabee aus Saudi-Arabien.
2008 verpasste er bei den Hallenweltmeisterschaften in Valencia mit 7,45 m den Finaleinzug und im Mai belegte er bei den Afrikameisterschaften in Addis Abeba mit 7,92 m den fünften Platz. Zudem qualifizierte er sich für die Olympischen Sommerspiele in Peking, ging dort aber nicht an den Start. Im Jahr darauf belegte er bei den Mittelmeerspielen in Pescara mit 7,87 m den fünften Platz und im Oktober siegte er mit 8,10 m bei den Arabischen Meisterschaften in Damaskus. 2010 schied er bei den Hallenweltmeisterschaften in Doha mit 7,88 m in der Vorrunde aus und im Sommer belegte er bei den Afrikameisterschaften in Nairobi mit 7,84 m den fünften Platz im Weitsprung und gelangte im Dreisprung mit 16,50 m auf Rang vier. Im Jahr darauf gewann er bei den Militärweltspielen in Rio de Janeiro mit 16,49 m die Silbermedaille im Dreisprung hinter dem Brasilianer Jefferson Sabino und gelangte im Weitsprung mit 7,27 m auf Rang zwölf. Im September gewann er bei den Afrikaspielen in Maputo mit 16,54 m die Silbermedaille hinter dem Nigerianer Tosin Oke und siegte dann mit 16,41 m bei den Arabischen Meisterschaften in al-Ain. Im Dezember siegte er mit 16,59 m bei den Panarabischen Spielen in Doha im Dreisprung und belegte im Weitsprung mit 7,56 m den vierten Platz. 2012 gewann er bei den Afrikameisterschaften in Porto-Novo mit 16,69 m die Silbermedaille im Dreisprung hinter dem Nigerianer Tosin Oke und schied dann bei den Olympischen Sommerspielen in London mit 16,50 m in der Qualifikationsrunde aus. Im Jahr darauf siegte er mit 17,01 m bei den Arabischen Meisterschaften in Doha und 2014 belegte er bei den Afrikameisterschaften in Marrakesch mit 16,61 m den vierten Platz. Im Jahr darauf siegte er mit 16,78 m bei den Arabischen Meisterschaften in Manama und 2018 beendete er seine aktive sportliche Karriere im Alter von 39 Jahren.
In den Jahren 1999 und von 2004 bis 2009 wurde Nima algerischer Meister im Weitsprung und 2006 und 2007 auch im 100-Meter-Lauf. Zudem wurde er 2011, 2012 und 2015 Landesmeister im Dreisprung.

## Persönliche Bestleistungen
- 100 Meter: 10,56 s (+0,7 m/s), 18. Juli 2006 in Algier
- Weitsprung: 8,26 m (+0,7 m/s), 28. Juli 2007 in Saragossa
- Dreisprung: 16,89 m (−0,9 m/s), 11. Juni 2012 in Prag